# ユピテルとアンティオペ (ヴァン・ダイク)
『ユピテルとアンティオペ』（蘭: Jupiter en Antiope, 独: Jupiter und Antiope, 英: Jupiter and Antiope）は、バロック期のフランドル出身のイギリスの画家アンソニー・ヴァン・ダイクが1618年から1621年ごろに制作した絵画である。油彩。主題はギリシア神話の有名なエピソードであるアンティオペへのゼウス（ローマ神話におけるユピテル）の恋から取られている。イタリア滞在以前の初期の作品であるとともに、ヴァン・ダイクの数少ない神話画の1つである。同一の構図の作品が2点知られており、そのうち1点はピーテル・パウル・ルーベンスが死去するまで所有していたことが知られている。現在はそれぞれヘントのヘント美術館と、ケルンのヴァルラフ・リヒャルツ美術館に所蔵されている。

## 主題
アンティオペはテーバイ王ニュクテウスの娘である。アンティオペはゼウスに愛されて身ごもった。オウィディウスはこの点について『変身物語』第6巻の中で、ゼウスがサテュロスに変身してアンティオペのもとを訪れたと述べている。ニュクテウスはアンティオペの妊娠を知ると激怒した。アンティオペはシキュオンに逃げ、エポペウス王と結婚すると、ニュクテウスは兄弟のリュコスに2人を罰するよう頼んで自殺した。そこでリュコスは進軍してエポペウスを殺し、アンティオペをテーバイに連行した。アンティオペは途中のエレウテライで双生児の英雄ゼトスとアムピオンを出産して捨てた。アンティオペはリュコスとその妻ディルケに虐待されたが、後に成長した息子たちによって救い出された。

## 作品
ヴァン・ダイクはサテュロスに変身したユピテルがアンティオペを発見した瞬間を描いている。アンティオペは風景の中で無邪気に眠っている。アンティオペは一糸まとわぬ姿で深紅と青のドレープの上に身を横たえ、彼女の裸体はかろうじて深紅のドレープによって下腹部のみ覆われている。ユピテルは画面左上にアンティオペを覆うように掛けられている黒のドレープの下から潜り込み、眠るアンティオペの顔を低い姿勢のまま見つめている。ユピテルは舌舐めずりをしながら、彼女が眠っていることを確認し、下腹部に右手を伸ばして深紅のドレープをどけようとしている。画面右ではユピテルのアトリビュートである鷲が翼を広げている。
アンティオペとユピテルを主題とする絵画では、しばしばアトリビュートが欠如しているためにヴィーナスないしニンフと混同され、主題を特定することが困難な作品が散見している。本作品の場合、ヴァン・ダイクはアトリビュートの鷲をサテュロスのすぐ隣に描くことによって、サテュロスが変身したゼウスであることをはっきり示しているため、主題の特定は容易である。
イタリアに滞在する以前に制作された本作品はヴァン・ダイクの繊細さよりもルーベンスとヤーコプ・ヨルダーンスの影響が顕著に見られる。とりわけ眠っている女性像はルーベンスの古典主義的端正さというより、むしろヨルダーンスの逞しい現実感を強く示している。実際に絵画が美術館に収蔵されたときヨルダーンスに帰属されていた。
風景の中に横たわる裸婦像、および深紅と褐色の暖かい色調は、いずれもルネサンス期のヴェネツィア派絵画、特にティツィアーノ・ヴェチェッリオの影響を示しているが、イタリア滞在以前のヴァン・ダイクはそれらをルーベンスを通して学んだ。

## 来歴
ヘント版の来歴の大部分は不明である。1900年にヨルダーンスの作品として美術商コルナギのもとにあり、同年にヘント美術館に寄贈された。ヴァルラフ・リヒャルツ版はルーベンスが死去したときに所有していたバージョンである。その後、絵画はイギリス貴族の第6代コヴェントリー伯爵ジョージ・ウィリアム・コヴェントリー（1722年-1809年）ほか、エドワード・F・パイ＝スミス（Edward F. Pye-Smith）、ヘンリク・ロフラー（Henrik Loeffler）、1928年に美術商・美術史家・美術収集家のルドルフ・J・ハイネマンが所有したのち、ナチスの略奪美術品を売買したことで知られるベルリンの美術商カール・ハーバーシュトックの手に渡った。1938年、絵画はアドルフ・ヒトラーがリンツに建設することを構想していた総統博物館のためにカール・ハーバーシュトックから購入された。第二次世界大戦後、ドイツ連邦共和国からの貸与により、ヴァルラフ・リヒャルツ美術館に収蔵された。

## 影響
同時代の版画家ピーテル・ファン・ソンペル（Pieter van Sompel）によってエッチング、エングレーヴィングが制作された。またフランス・ファン・デル・ステーン（Frans van der Steen）によってエングレーヴィングが制作された。

## ギャラリー

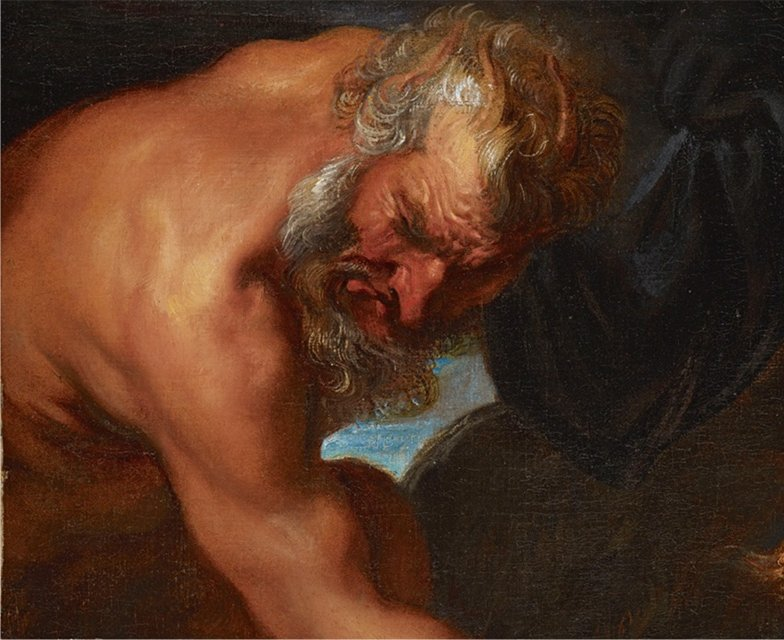
舌舐めずりするサテュロス姿のユピテル
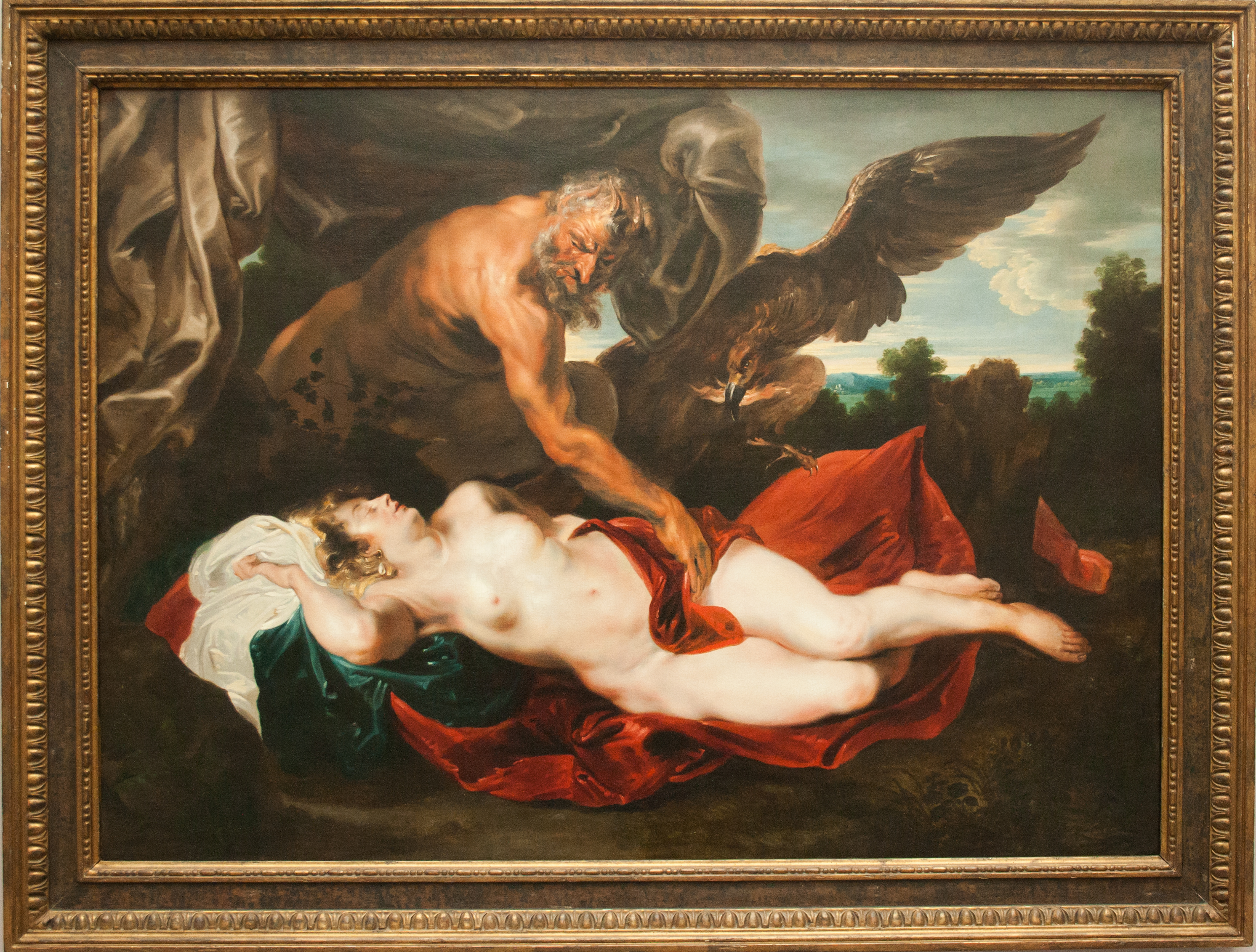
ヘント版の額縁
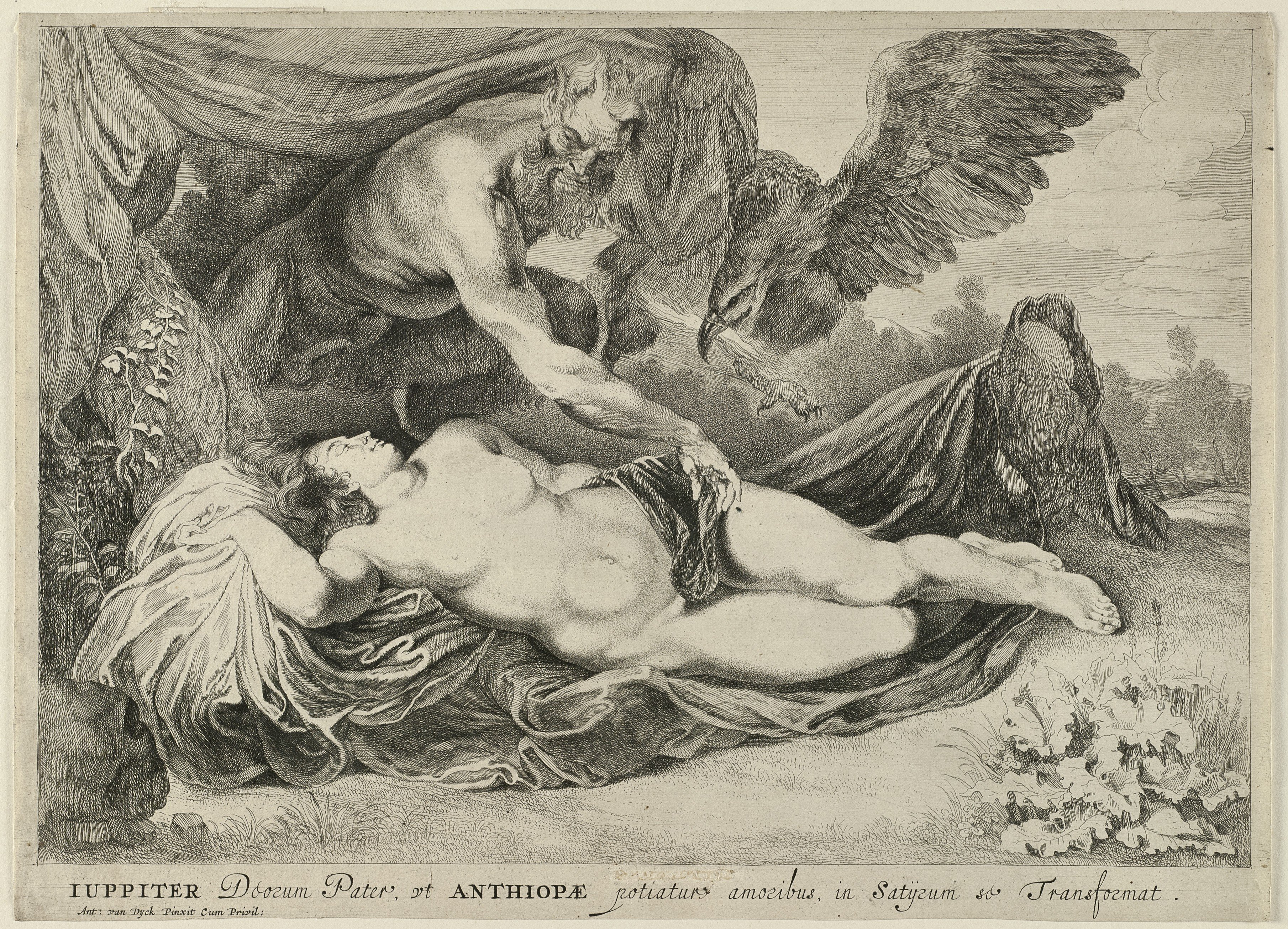
ピーテル・ファン・ソンペルの版画